# Rudolf Heberdey
Rudolf Heberdey (né le 10 mars 1863 à Ybbs an der Donau, en Basse-Autriche - mort le 7 avril 1936 à Graz, dans le Tyrol) était un archéologue classique autrichien de la fin du XIXe et du début du XXe siècle.

## Biographie
Collègue et collaborateur d'Otto Benndorf, Rudolf Heberdey dirige à partir de 1898 l'antenne de l'Institut Archéologique Autrichien (ÖAI) à Smyrne, et à ce titre dirige les fouilles d'Éphèse de 1898 à 1913.
En 1904, il prend la tête de la succursale de l'ÖAI à Athènes, puis de 1909 à 1911, occupe la chaire d'archéologie classique à Innsbruck. Enfin de 1911 à 1934, il est professeur à Graz où il termine sa carrière.

## Œuvre
- (de) R. Heberdey - G. Niemann - W. Wilberg, Das Theater in Ephesos, Vienne, 1912 (Forschungen in Ephesos, 2)
- (de) Altattische Porosskulptur, 1919